# 리에 후
리에 후(Rie Fu, 본명: 후나코시 리에(舩越りえ), 1985년 1월 11일 ~ )는 일본의 도쿄도 출신 여성 싱어송라이터이다. 2007년 7월 런던예술대학을 졸업했다. 음악 녹음과 홍보작업을 위해 영국과 일본을 왕래하고 있다.

## 소개
아버지의 직업으로 인해 1992년~1995년까지 미국의 메릴랜드주에 가족과 함께 거주하였으며, 그때 피아노를 시작하여 음악적 재능에 눈을 떴다. 셰릴 크로우, 미셸 브랜치, 카펜터즈에게서 큰 영향을 받았다.
일본에 귀국하고, 1995년에서 2003년사이에 도쿄에서 중고등 교육을 마쳤다. 2002년에 기타를 배우고, 그 뒤 곧바로 음악을 녹음하기 시작하여 소니뮤직에 데모 테이프를 보내어 데뷔하였다. 2004년 3월에 첫 싱글 앨범이 나오게 되었다. 그해 그녀의 곡 "Life is like a boat"가 애니메이션 블리치의 첫 엔딩곡으로 쓰이게 되어 이로써 광범위하게 인정받게 되었다. 다음해(2005년) 또 다른 곡 "I wanna go to a place..."가 애니메이션 건담 시드 데스티니의 세 번째 엔딩곡으로 쓰이게 되었다.. 2006년에는 그녀의 곡 "Until I say"가 영국 영화 "하이디"의 일본개봉시 테마곡으로 쓰이게 되었다. 2007년에는 그녀의 곡 "Tsukiakari"가 애니메이션 "Darker than Black"의 첫 번째 엔딩곡으로 쓰였다.
그녀는 자주 자신의 싱글/앨범의 디자인을 도맡았고, 또 그녀의 미술작품이 싱글/앨범에 같이 수록되었다. 그녀가 쓴 곡들의 가사는 대부분이 일본어/영어가 같이 쓰이고 있다.
2007년 12월 25일, 공식적으로 영국 음악계 데뷔가 결정되었다. 데뷔앨범으로 "Who is Rie fu?"가 발매되었다.
그녀의 음악은 주로 어쿠스틱이었지만, 네번째 앨범 "URBAN ROMANTIC"에서부터는 다양한 음악적 장르를 시도하고 있다. 두 곡(Home, Romantic)을 제외한 모든 노래를 직접 작사작곡하였고, 나긋나긋 속삭이는듯한 노래부터 꽤나 강력한 락 음악까지 소화해내며 뛰어난 음악적 감각을 보여주지만, 이에 비해 인지도는 낮은편이다. 모든 노래가 명곡이라고 부를 만한데도 그다지 알려지지 않았다는게 아쉬울 따름이다. 만약 당신이 아직 그녀의 노래를 듣지 못했다면, 지금 당장 "decay"를 들어보라. 팬이 될 수밖에 없을 것이다.
영어를 잘하는 점때문인지, 그녀는 비일본인 팬들의 비중이 상당히 높은 편이다. 그래서 그녀는 해외팬들에 대한 배려로 트위터와 페이스북에서 일본어와 영어를 함께 사용하고 있다.

## 연혁
- 2004년 3월 24일 싱글 "Rie who!?" - 데뷔 싱글.
- 2004년 9월 23일 싱글 "Life is like a boat" - 애니메이션 "블리치"의 첫 번째 엔딩곡.
- 2005년 1월 19일 앨범 "Rie fu"
- 2005년 4월 27일 싱글 "I wanna go to a place..." - 애니메이션 "건담 시드 데스티니"의 세 번째 엔딩곡.
- 2005년 8월 31일 싱글 "ねがいごと"
- 2006년 3월 8일 싱글 "Tiny Tiny melody"
- 2006년 3월 24일 앨범 "Rose Album"
- 2006년 7월 19일 싱글 "Until I say" - 영화 "하이디"의 테마곡.
- 2007년 5월 23일 싱글 "ツキアカリ" - 애니메이션 "Darker than black"의 첫 번째 엔딩곡.
- 2007년 9월 5일 싱글 "5000 マイル"
- 2007년 10월 24일 싱글 "あなたがここにいる理由"- D.gray-men 다섯 번째 엔딩곡
- 2007년 11월 21일 앨범 "Tobira Album"
- 2008년 1월 23일 싱글 "Home"
- 영국 데뷔앨범 "Who is Rie fu?"
- 2008년 11월 12일 싱글 "Romantic"
- 2009년 4월 8일 앨범 "Urban Romantic"
- 2010년 3월 31일 앨범 "at Rie sessions"
- 2011년 2월 16일 싱글 "For You"
- 2011년 11월 23일 앨범 "I Can Do Better"
- 2012년 5월 29일 앨범 "fu diary"
- 2012년 11월 21일 앨범 "BIGGER PICTURE"
- 2013년 9월 4일 앨범 "Rie fu Sings the Carpenter"
- 2014년 5월 7일 싱글 "Let it Curl"
- 2014년 11월 12일 앨범 "I"
- 2015년 4월 1일 싱글 "Closer"
- 2016년 4월 6일 앨범 "O"

## 음반 목록

### 싱글
1. Rie who!?
  1. decay
  2. Beautiful Words
  3. ツキノウエ
2. Life is Like a boat
  1. Life is like a boat(애니메이션 '블리치' 1기 엔딩 테마송)
  2. Voice
3. I Wanna Go To A Place...
  1. I Wanna Go To A Place...(애니메이션 '건담시드데스티니' 3기 엔딩 테마송)
  2. They Always Talk About
  3. I So Wanted(English Version)
4. ねがいごと
  1. ねがいごと
  2. ねがいごと(Piano Version)
  3. 2cm Live Version
5. Tiny Tiny Melody
  1. Tiny Tiny Melody
  2. Long Long Way
6. Until I Say
  1. Until I say(영화 '하이디' 테마송)
  2. Sunshine Of My Day
  3. tobira
7. ツキアカリ
  1. ツキアカリ(애니메이션 'Darker than Black' 1기 엔딩 테마송)
  2. Dreams be
8. 5000マイル
  1. 5000マイル
  2. 会いたいときに歌ううた
  3. Life is Like a Boat～ツキアカリエフゥライブ version～
9. あなたがここにいる理由
  1. あなたがここにいる理由(애니메이션 '디그레이맨' 5기 엔딩테마송)
  2. Just the Kind of Tonight
  3. あなたがここにいる理由 instrumental
10. Home
  1. Home(영화 "아기고양이의 눈물" 테마송)
  2. Wait for Me
  3. (They Long to be)Close to You(그룹 '카펜터즈' 곡 리메이크)
11. Romantic
  1. Romantic
  2. In The Airplane
  3. Money Will Love You
12. PRESENT
  1. PRESENT
  2. Time Traffic(Rie fu mix)
  3. どうやら今日も渋谷まで
13. For You
  1. For You
  2. Come on Come on ～りえふーの英会話講座～
  3. One-Bite
  4. For You ～Instrumental～

### 앨범
1. Rie fu
  1. 笑って、恵みのもとへ
  2. 2. Beautiful Words
  3. Somebody's World
  4. 2cm
  5. I So Wanted
  6. decay
  7. Prayers & Melodies
  8. 雨の日が好きって思ってみたい
  9. Voice(Album Version)
  10. ツキノウエ(Jamming Version)
  11. Shine
  12. Life is like a boat
  13. ~interlude~
  14. decay(English Version)
2. ROSE ALBUM
  1. そのままで
  2. 5minutes
  3. Funny Dream
  4. I Wanna Go To A Place...
  5. Realize
  6. Tiny Tiny Melody
  7. Conversation
  8. They Always Talk About
  9. Kiss U Goodbye
  10. Vintage Denim
  11. ROSE
  12. Long Long Way(Album Version)
  13. ねがいごと
3. Tobira Album
  1. 5000マイル~album Version
  2. Come To My Door
  3. ツキアカリ
  4. 君が浮かぶよ
  5. Tobira
  6. On It＇s Way
  7. Until I Say
  8. Smile
  9. Feel The Same
  10. Dreams Be
  11. Sunshine Of My Day~live Version
  12. London
  13. あなたがここにいる理由
4. Urban Romantic
  1. Something In My Head
  2. Sunny Days
  3. Hey I'm Calling Up
  4. ビジネス
  5. あなたを想えばあふれる涙
  6. Romantic
  7. drummy
  8. She Can't Say No～ノーと言えない女～
  9. Money Will Love You(English version)
  10. いつかこの道の先に～All The Way～
  11. Present
  12. Suki
  13. Romantic(Strings version)
5. at Rie Sessions
  1. Stay with me ～恋愛なんてヒマつぶし～
  2. Just Like You
  3. いろどって
  4. Don't Worry
  5. STAR
  6. Sunshine Forehead
  7. My Start
  8. Gilles
  9. Laundry
  10. Bright Life
  11. ひとつひとつ
6. I Can Do Better
  1. decay
  2. Life is Like a Boat
  3. I Wanna Go To A Place...
  4. ねがいごと
  5. Tiny Tiny Melody
  6. Until I Say
  7. ツキアカリ
  8. 5000マイル
  9. あなたがここにいる理由
  10. Home
  11. Romantic
  12. In The Airplane
  13. PRESENT
  14. ひとつひとつ
  15. For You
  16. For Your Wedding
7. BIGGER PICTURE
  1. OMG
  2. BIGGER PICTURE
  3. LUCKY DAY
  4. UNTOLD
  5. PRE-LOVE SONG
  6. FREE MONEY
  7. THE LOOK
  8. GOMI
  9. JUST LIKE THE MOON
  10. SILENCE

- 영국 앨범

1. Who is Rie fu?